# Михара, Тадаси
Тадаси Михара (яп. 三原 正 Михара Тадаси, родился 30 марта 1955 г., Такасаки, префектура Гумма) — бывший японский боксёр-профессионал. Чемпион мира по версии ВБА (WBA) в первой средней весовой категории с 1981 по 1982 год.
Михара начал заниматься боксом в семнадцать лет. В 1977 году он победил на чемпионате Японии по любительскому боксу в первой средней весовой категории, а также завоевал титул чемпиона университетской лиги в качестве капитана боксёрского клуба Университета Нихона[1].
Свой первый профессиональный бой Тадаси Михара провёл 22 июня 1978 года. В пятом поединке, 26 апреля 1979 года, он одержал победу нокаутом в пятом раунде и завоевал титул чемпиона Восточной и Тихоокеанской федерации бокса (OPBF) в первой средней весовой категории. До 23 января 1981 года он шесть раз успешно защитил этот титул. 25 июня 1981 года Михара отправился в Хьюстон (штат Техас) в качестве официального претендента на звание чемпиона мира, выступив в андеркарде боя Шугара Рэя Леонарда — действующего чемпиона WBA в первом среднем весе — против Аюба Калуля[1].
После того как Шугар Рэй Леонард перешёл в другую весовую категорию и оставил титул вакантным, Михара встретился с американцем Дэйви Муром* (имя оппонента требует уточнения; в оригинале упомянут «Фратто», но возможна ошибка в транскрипции). Их бой состоялся 7 ноября 1981 года в Рочестере (штат Нью-Йорк). Михара отправил соперника в нокдаун в четвёртом раунде и завоевал титул чемпиона мира по единогласному решению судей[2]. В 1981 году он был признан самым ценным боксёром Японии. Однако уже в первой защите титула, 2 февраля 1982 года в Сибуя-ку (Токио), Михара проиграл нокаутом в шестом раунде американцу Дейви Муру[2], после чего обострились проблемы с поясницей (люмбаго)[3].
2 ноября 1982 года Михара завоевал титул чемпиона Японии, нокаутировав соперника в пятом раунде. Он защищал этот титул шесть раз, последний раз — 28 июня 1984 года. 
В 1985 году Михара завершил карьеру. После ухода из спорта он некоторое время работал тренером в боксёрском зале «Мисако», где тренировался во время профессиональной карьеры.